# Egbert Kieser
Egbert Kieser (* 17. März 1928 in Bad Salzungen) ist ein deutscher Autor.

## Leben
Er studierte Philosophie und Kunstgeschichte in Heidelberg und Lausanne. Er war freier Journalist und Redakteur bei der Süddeutschen Zeitung, dem BBC German Service und Das Beste aus Reader's Digest. Zudem war er leitender Redakteur im Burda Verlag Offenburg. Er lebt in Neuried.
Als Autor veröffentlicht Kieser zeitgeschichtliche Sachbücher, Novellen und Romane. 1954 debütierte er mit der Erzählung Jescha, die im Rahmen der Reihe Dein Leseheft im Rufer Verlag erschien.

## Schriften (Auswahl)
- Job auf AFB 231. München 1961, OCLC 641526466.
- Als China erwachte. Der Boxeraufstand. Esslingen 1984, ISBN 3-7628-0435-4.
- „Unternehmen Seelöwe“. Die geplante Invasion in England 1940. Esslingen 1987, ISBN 3-7628-0457-5.
- Danziger Bucht 1945. Dokumentation einer Katastrophe. Esslingen am Neckar 1988, ISBN 3-7628-0400-1.
- Margaret Thatcher. Eine Frau verändert ihre Nation. Eine Biographie. Esslingen 1989, ISBN 3-7628-0482-6.